# Derris thothathrii
Derris thothathrii är en ärtväxtart som beskrevs av Sigamony Stephen Richard Bennet. Derris thothathrii ingår i släktet Derris och familjen ärtväxter. Inga underarter finns listade i Catalogue of Life.